# Podoce de Henderson
Podoces hendersoni
Espèce
Statut de conservation UICN

 LC  : Préoccupation mineure
Le Podoce de Henderson est une espèce de passereaux de la famille des corvidés.
Cet oiseau est endémique des déserts de Mongolie et des régions avoisinantes.
Son nom commémore le lieutenant-colonel George Henderson (1837-1929), médecin et voyageur qui récolta les premiers spécimens de cet oiseau durant la première mission Yarkand en Asie centrale.